# Òptica adaptativa
L'òptica adaptativa és una tècnica que permet corregir en temps real les deformacions evolutives d'un front d'ona gràcies a un mirall deformable. Utilitza un principi similar a l'òptica activa. S'utilitza en telescopis astronòmics i en sistemes de comunicació làser per traure els efectes de la distorsió atmosfèrica. En microscopia, s'utilitza en la fabricació òptica i en sistemes de fotografia per a reduir l'aberració òptica.

## Principi

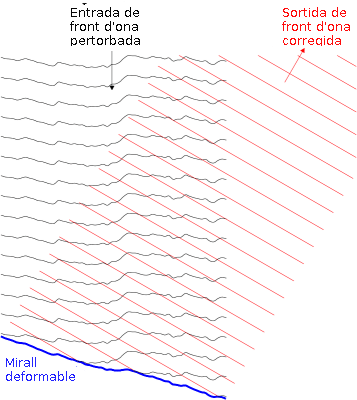
Principi de l'òptica adaptativa

Aquesta tècnica s'utilitza sobretot en astronomia, en els telescopis terrestres per tal de corregir les observacions sobre els estels. Si es té la impressió que un estel parpadeja, no és perquè no és constant en l'emissió de llum, sinó degut a la turbulència atmosfèrica que deforma la imatge que rebem — i particularment una característica dels raigs lluminosos anomenada fase o front d'ona. Un estel, suposadament puntual en el cel visible, emet llum en un front d'ona esfèric que, a escala terrestre (l'estla estaria a l'infinit) és pla abans de travessar l'atmosfera. A l'atmosfera l'aire es desplaça i es creen heterogeneïtats de temperatura i per tant, d'índex de refracció. Aquests darrers són essencialment proporcionals als de les temperatures — segons la relació de Gladstone-Dale. El camí òptic que recórrer un raig es defineix com la integral de {\displaystyle n*dl} (n índex òptic, dl el desplaçament elemental al llarg del trajecte), els raigs no recorren el mateix camí òptic: el front d'ona que s'observa no està llavors en el pla i la imatge es deforma.
En òptica adaptativa, s'utilitza un analitzador de front d'ona per estimar la pertorbació a causa de l'atmosfera, després es deforma un mirall (gràcies a un sistema de pistons) de manera que es compensa la pertorbació. D'aquesta manera la imatge després de la reflexió sobre el mirall és pràcticament com si no hagués hagut degradació.

## Història
L'òptica adaptativa es desenvolupà als anys 1950. El seu domini principal és l'astronomia, tot i això es comença a estendre en altres camps (fusió, medicina, telecomunicacions). També es comença a utilitzar en oftalmologia per produir imatges molt precises de la retina.
Quan l'òptica adaptativa s'utilitza per corregir deformacions lentes introduïdes no per l'atmosfera sinó pel mateix instrument òptic – efecte del vent, dilatació dels materials, la gravetat, etc. – es parla d'òptica activa.
Actualment hi ha una recerca molt activa en aquest camp, principalment al voltant de l'òptica adaptativa sobre mirall líquid. La tecnologia dels miralls líquids ha tingut un gran èxit gràcies a la utilització de ferrofluids que permeten a un camp magnètic controlar la forma del mirall.